# 배란통
배란통(排卵痛, mittelschmerz)은 여성의 난소에서 난자가 나오는 시기에 복통이 있을 때 원인이 배란인 상황을 말한다. 환자에 따라서 아주 심하거나, 증상이 없거나 다양하다.

## 치료
배란통은 유해하지 않으며 질병의 징조를 미리 예측할 수 없다. 일반적으로는 어떠한 치료도 불필요하다. 고통이 장기간에 걸치거나 극심하다면 진통제가 필요할 수는 있다. 호르몬 피임약을 사용하여 배란을 막음으로써 배란통을 미리 막거나, 이진탕, 사물탕, 오적산 류의 한약을 사용하는 방법이 있다.